# コッロビアーノ
コッロビアーノ（伊: Collobiano）は、イタリア共和国ピエモンテ州ヴェルチェッリ県にある、人口約100人の基礎自治体（コムーネ）。

## 地理

### 位置・広がり
| 隣接するコムーネは以下の通り。 - アルバーノ・ヴェルチェッレーゼ - カザノーヴァ・エルヴォ - オルチェネンゴ - オルデニーコ - クイント・ヴェルチェッレーゼ - ヴィッラルボイト |